# Jérôme Cavalli
Pour les articles homonymes, voir Cavalli.
Jérôme Cavalli, né le 25 octobre 1905 à Lapeyrouse-Mornay (Drôme) et mort pour la France le 5 février 1943 à Thélepte dans le sud de la Tunisie, est un aviateur français. Il fut un célèbre pilote d'essai, et un des meilleurs spécialistes de haute voltige aérienne.
Une stèle à sa mémoire est installée sur la D732 entre Combovin et Gigors-et-Lozeron, au niveau du col qui porte son nom.

## Biographie
Étant enfant, Jérôme Cavalli rêve mais surtout voit souvent voler les avions au-dessus de sa tête lorsqu'il garde les moutons dans le Vercors. N'y tenant plus, il décide de partir pour l'école des pilotes de Châlons-sur-Saône : il obtient son brevet de pilote à 19 ans (1924). Engagé dans l'Armée de l'air, il est sergent dans l'escadrille des « Sioux » entre 1925 et 1930 à Bron dans la banlieue de Lyon. Passionné d'acrobaties aériennes, il est souvent puni par la hiérarchie.
En 1931, il quitte l'Armée de l'air afin de rejoindre le fabricant d'avions Gourdou et Lesseure comme pilote d'essai. Il continue à se passionner de voltige et participe à de nombreux meetings aériens où ses grandes qualités de pilotage sont reconnues. Il vole en concurrence avec des pilotes comme Michel Détroyat, Marcel Doret et Louis Massotte.
En 1940, il pilote pour la Section civile des liaisons aériennes métropolitaines (SLAM). Sa tête étant mis à prix par les Allemands, il doit partir de France. Il ne réussit pas à rejoindre l'Angleterre par Gibraltar. En 1941, il est pilote dans le SGLA à Alger et on ne lui laisse que le strict nécessaire en carburant afin d'éviter qu'il s'enfuie !
En 1942, après le débarquement des alliés en Afrique du nord, il peut enfin rejoindre une unité combattante : l'escadrille des "Sioux", un bienheureux fruit du hasard après y avoir volé 17 ans plus tôt. Il s'entraine et vole sur le chasseur américain Curtiss P40. Basé à Thélepte en Tunisie, son terrain est bombardé par les Allemands. Il meurt, au sol, lors de l'un de ces bombardements. Ses camarades d'escadrille ont dit de lui alors : "les Allemands l'ont tué au sol, jamais ils ne l'auraient atteint en vol".

## Décorations
- Chevalier de la Légion d'honneur[1] à titre civil[3]
- Croix de guerre 1939-1945 avec palme à titre posthume[1]
- Médaille de l'air américaine[3]
- Chevalier de l'ordre du Christ (Portugal)[3]